# Terres de Bord
Terres de Bord ist eine französische Gemeinde mit 1.577 Einwohnern (Stand 1. Januar 2022) im Département Eure in der Region Normandie. Sie gehört zum Arrondissement Les Andelys und zum Kanton Pont-de-l’Arche.
Sie entstand mit Wirkung vom 1. Januar 2017 als Commune nouvelle durch die Zusammenlegung der bis dahin selbstständigen Gemeinden Montaure und Tostes, die in der neuen Gemeinde den Status einer Commune déléguée besitzen. Der Verwaltungssitz befindet sich im Ort Montaure.

## Gliederung
| Ortsteil                   | ehemaliger INSEE-Code | Fläche (km²) | Einwohnerzahl zum 1. Januar 2022 |
| -------------------------- | --------------------- | ------------ | -------------------------------- |
| Montaure (Verwaltungssitz) | 27412                 | 10,16        | 1.142                            |
| Tostes                     | 27648                 | 12,28        | .0435                            |

## Geographie
Die Gemeinde liegt rund 20 Kilometer Luftlinie südlich des Stadtzentrums von Rouen.
Die Nachbargemeinden sind:
- Criquebeuf-sur-Seine im Norden,
- Pont-de-l’Arche im Nordosten,
- Val-de-Reuil im Osten,
- Louviers im Südosten,
- Surville im Süden,
- Crasville im Südwesten,
- La Haye-Malherbe im Westen und
- Saint-Pierre-lès-Elbeuf im Nordwesten.

Knapp außerhalb der nördlichen Gemeindegrenze verläuft der Fluss Seine.